# Dove
 Ovo je glavno značenje pojma Dove. Za druga značenja pogledajte Dove (rijeka).
Dove je poznata britanska marka osobne higijene koji je osnovala britanska tvrtka Unilever. Dove proizvodi se proizvode u Argentini, Australiji, Brazilu, Kanadi, Kini, Egiptu, Njemačkoj, Indiji, Indoneziji, Izraelu, Irskoj, Japanu, Meksiku, Nizozemskoj, Pakistanu, Filipinima, Poljskoj, Južnoj Africi, Tajlandu, Turskoj i Sjedinjenim Državama.
Proizvodi se prodaju u više od 80 država i dostupni su za žene, muškarce, djecu i bebe. Istoimena ptica je silueta Doveova loga. Vincent Lamberti dobio je izvorne patente vezane za proizvodnju Dovea 1950-ih, dok je radio za braću Lever.

## Vanjske poveznice
|  | Zajednički poslužitelj ima još gradiva o temi Dove |

- Dove na Facebooku
- Dove na Twitteru
- Dove na Instagramu
- Dove (Dove Hrvatska) na YouTubeu